# Адміністративний поділ Литви
Адміністративний поділ Литви після 2008 року включає 10 повітів (лит. apskritis). Повіти утворять території самоврядувань (лит. savivaldybe), які включають: 7 міст та 43 райони, а також 10 новоутворених самоврядувань, в тому числі — 2 курорти. Самоврядування діляться на староства (лит. seniunija), а вони, у свою чергу, на сянюнайтії (лит. seniūnaitija).

## Литовська Республіка
Територія Литви розділена на:
- 10 повітів; Докладніше: Повіти Литви

У 2010 році повітове управління було ліквідовано, його функції передано муніципалітетам і міністерствам, а сам повіт залишився лише як територіальна одиниця. Адміністративною одиницею І рівня відтоді є самоврядування. 
- Повіти утворюють території із 60-ти самоврядувань:

- 7 міських (міста: Алітус, Вільнюс, Каунас, Клайпеда, Паланга, Паневежис та Шяуляй)
- 43 районних;
- 10 новоутворених самоврядувань (Бірштонське, Вісагінське, Друскінинкайське, Казлу-Рудське, Калварійське, Маріямпольське, Нерінгське, Пагегяйське, Ретавське та Електренське);

- Самоврядування діляться на 545 сянюній (староства), які є адміністративними одиницями ІІ рівня;
- Староства поділяються (з 2009 року) на 3116 сянюнайтій, які є адміністративними одиницями ІІІ рівня.